# Barboides
Barboides is een geslacht van straalvinnige vissen uit de familie van eigenlijke karpers (Cyprinidae).

## Soort
- Barboides britzi Conway & Moritz, 2006
- Barboides gracilis Brüning, 1929